# 차인태의 출발 새아침
《차인태의 출발 새아침》은 문화방송의 교양 프로그램으로, 1983년부터 1989년까지 방영되었다.

## 기획 의도
본 프로그램은 1980년대 초반 한국 사회가 급격한 사회·경제적 변동기를 맞이하던 시기에, 시청자에게 실질적이고 합리적인 생활 지침을 제시하고자 기획되었다. 단순한 오락이나 단편적 정보 전달에 머무르지 않고, 생활 전반의 문제를 과학적이고 논리적인 관점에서 조망함으로써 시청자의 사고를 확장시키고, 나아가 생활의 질을 향상시키는 데 그 목적이 있었다. 따라서 프로그램의 본질은 아침 시간대에 활력 있는 출발을 도모함과 동시에 지적 자극과 생활 교양을 병행하여 충족시키는 데 있었다.
아울러 이 프로그램은 전작인 《차인태의 아침 살롱》의 성격을 계승하면서도 보다 대중적이고 가족 지향적인 아침 교양 프로그램으로 발전하였다. 이는 1980년대 중반 당시 MBC가 평일과 주말 아침 시간대를 교양 중심의 편성으로 확보하고자 한 전략적 의도가 반영된 결과라 할 수 있다. 특히 차인태와 정은주 두 진행자가 공동으로 프로그램을 이끌어감으로써, 가정 단위의 시청자에게 따뜻하고 편안한 아침 분위기를 조성하고, 동시에 시사·문화·생활 정보를 균형 있게 제공하는 것을 지향하였다.
다양한 출연진의 참여를 통해 정보성과 오락성을 조화시킴으로써, 주말 아침을 맞이하는 시청자들에게 신선한 활력과 교양적 만족을 제공하는 데 그 의의를 두었다.

## 같이 보기
- 아침 정보 프로그램

| 문화방송의 아침 교양 프로그램                                | 문화방송의 아침 교양 프로그램                                                                                   | 문화방송의 아침 교양 프로그램                      |
| 이전 작품                                                    | 작품명 | 다음 작품                                          |
| ------------------------------------------------------------ | --- | -------------------------------------------------- |
| 안녕하십니까 변웅전입니다 (1981년 5월 14일 ~ 1983년 9월 2일) | 차인태의 아침 살롱 (1983년 9월 3일 ~ 1984년 4월 7일) ↓ 차인태의 출발 새아침 (1984년 4월 10일 ~ 1989년 4월 15일) | 아침을 달린다 (1989년 4월 17일 ~ 1990년 10월 13일) |